# بلندآوای شانه‌سفید
بلندآوای شانه‌سفید (نام علمی: Lalage sueurii) یک پرندهٔ گنجشک‍سان وابسته به سردهٔ بلندآواها Lalge در تیرهٔ سنگ‌چشم-کوکویان (Campephagidae) است که در اندونزی و تیمور شرقی یافت می‌شود. بلندآوای بال‌سفید (L. tricolor) از استرالیا و گینهٔ نو در گذشته جزو این گونه بود اما اکنون به عنوان یک گونهٔ جداگانه در نظر گرفته می‌شود.